# Bortigiadas
Bortigiadas (galurski: Bultigghjàta) je grad i općina (comune) u pokrajini Sassariju u regiji Sardiniji, Italija. Nalazi se na nadmorskoj visini od 476 metara i ima 765 stanovnika.
 Prostire se na 75,90 km2. Gustoća naseljenosti je 10 st/km2.
Susjedne općine su: Aggius, Perfugas, Santa Maria Coghinas, Tempio Pausania i Viddalba.